# Krzywanice (Mazovie)
Pour les articles homonymes, voir Krzywanice.
Krzywanice (prononciation : [kʂɨvaˈnit͡sɛ]) est un village polonais de la gmina de Staroźreby dans le powiat de Płock de la voïvodie de Mazovie dans le centre-est de la Pologne.
Il se situe à environ 12 kilomètres à l'est de Staroźreby (siège de la gmina), 32 kilomètres à l'est de Płock (siège du powiat) et à 74 kilomètres au nord-ouest de Varsovie (capitale de la Pologne).

## Histoire
De 1975 à 1998, le village appartenait administrativement à la voïvodie de Płock.